# Preismast

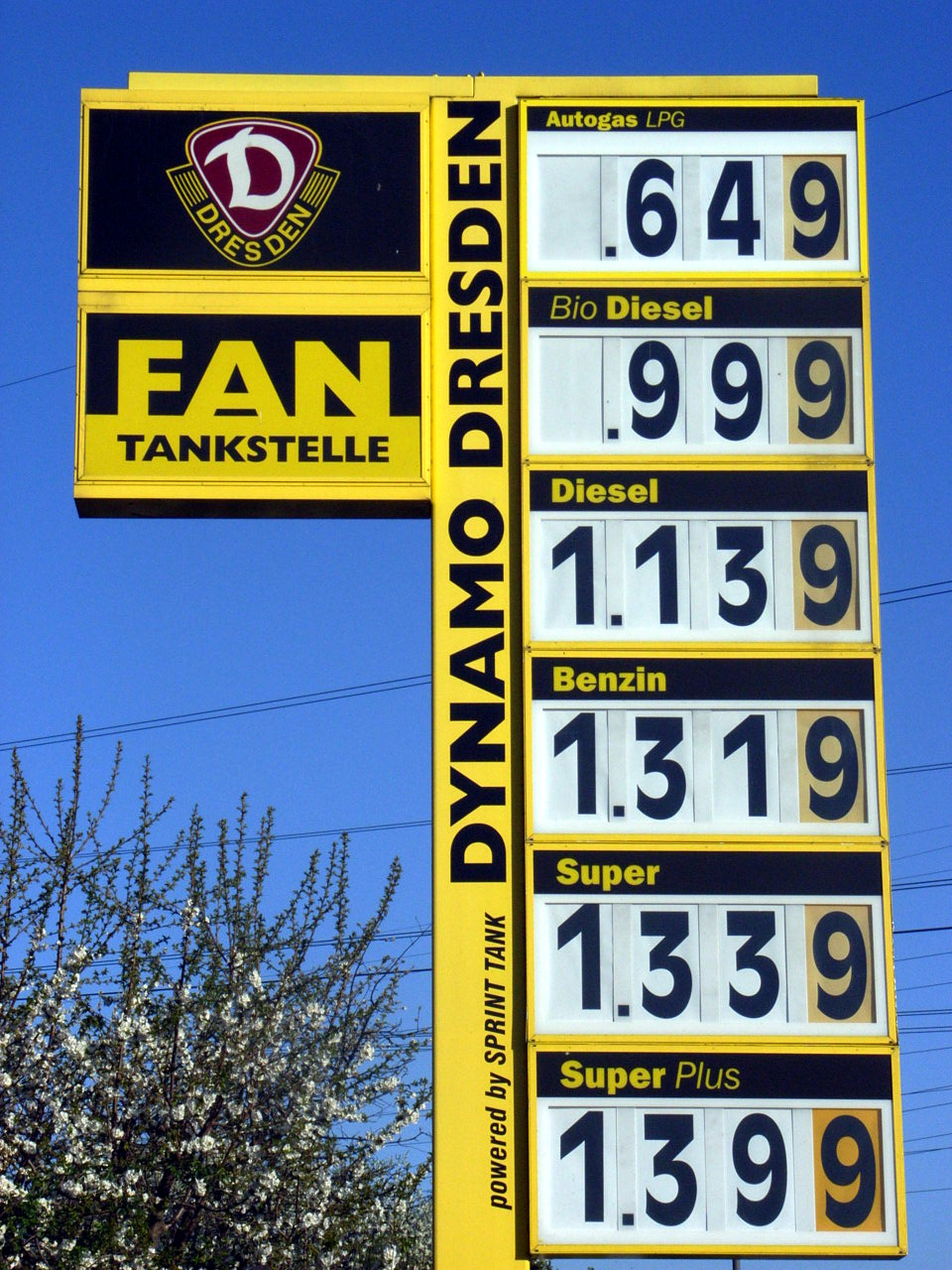
Rollband-Preismast

Ein Preismast oder Preisturm ist eine Anzeigetafel, auf der an Tankstellen die jeweils aktuellen Verkaufspreise der angebotenen Kraftstoffsorten angezeigt werden.
Tankstellenbetreiber sind nach § 15 Abs. 1 Preisangabenverordnung verpflichtet, die Kraftstoffpreise so auszuzeichnen, dass sie deutlich lesbar sind. Dies ist nur durch Preismasten hinreichend möglich.

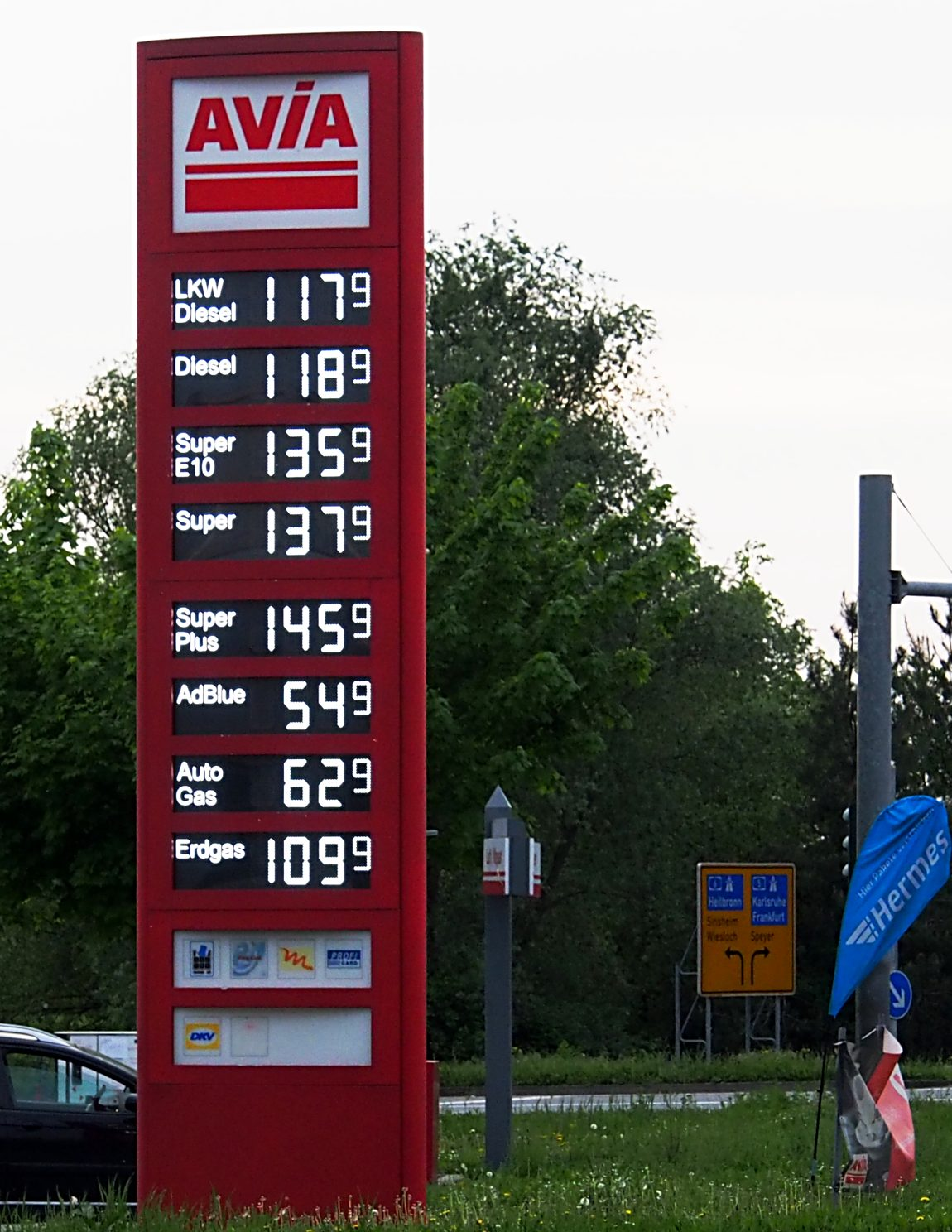
Elektronischer Preismast

Bis in die 1990er Jahre waren manuelle Preismasten üblich, bei denen der Tankstellenbetreiber bei einer Preisänderung die Ziffern der Preisangabe selbst austauschen musste.
Die heutigen elektronischen Preistürme unterscheiden sich nach Rollband-, Segment- und LED-Anzeigen. Preisänderungen werden per Datenfernübertragung (DFÜ) von den Zentralen der Mineralölunternehmen an das jeweilige Kassensystem der Tankstelle übermittelt und von dort nach Übernahme der Daten in das Abrechnungssystem der Kassen elektronisch an den Preismast übertragen. Daher ist es möglich, den Preis für Kraftstoffe regelmäßig anzupassen, was jederzeit über die Markttransparenzstelle für Kraftstoffe transparent veröffentlicht wird.
In Grenzgebieten ist teilweise die Preisangabe in zwei oder mehreren Währungen üblich, so zum Beispiel in der Schweiz. Häufig anzutreffen ist eine alternierende Anzeige (im ca. zweisekunden-Abstand wechselnd zwischen CHF und EUR).